# 台北市立敦化国民中学
台北市立敦化国民中学（たいぺいしりつとんかこくみんちゅうがく、Taipei Municipal Dun Hua Junior High School）は、台湾台北市松山区にある中学校。

## 沿革
| 1985年 | 7月    | 設立準備室設置                           |
| 1987年 | 6月    | 第一期校舎工事竣工                       |
| 1987年 | 7月1日 | 開校                                     |
| 1990年 | 4月    | 第二期校舎工事および生徒活動センター竣工 |

## 組織
- 校長室
- 教務処
- 訓導処
- 総務処
- 輔導室
- 人事室
- 会計室
- 教師会
- 家長会
- 合作社
- 図書館

## 歴代校長
1. 呉武雄 1987年7月1日 -
2. 孫超 1994年2月1日 -
3. 邵忠雄 1997年8月1日 -
4. 蕭智烈 2001年8月1日 -
5. 呉忠基 2004年8月1日 -
6. 戴麗緞 2008年8月1日 -

## 校歌
敦化国民中学校歌
- 作詞・呉武雄、作曲・沈錦堂